# Abbandonati nello spazio
Abbandonati nello spazio (Marooned) è un film del 1969 diretto da John Sturges. È una pellicola di fantascienza distribuita meno di quattro mesi dopo l'allunaggio dell'Apollo 11 ed è legata al fascino del pubblico per l'evento. Ha vinto un Oscar per gli effetti speciali.
È basata sul romanzo Marooned del 1964 di Martin Caidin; mentre il romanzo originale era basato sul programma Mercury con unico pilota, il film descrive un programma di stazione spaziale che somiglia allo Skylab. Caidin ha riscritto il romanzo, aggiornandolo per seguire la trama del film.

## Trama
L'astronave Ironman-1 viene lanciata nello spazio a scopo di ricerca. La sua destinazione è il laboratorio orbitale Saturno IV-B, dove attraccherà e rimarrà agganciata fino al termine della missione, circa sette mesi dopo.
A bordo ci sono tre astronauti: il capo missione Jim Pruett, l'addetto alle comunicazioni Buzz Lloyd ed il responsabile dei sistemi scientifici Clayton Stone.

Gregory Peck in una scena del film

La missione procede per il meglio, ma la lunga permanenza nello spazio fiacca le forze e i riflessi dei tre uomini per cui, dal controllo missione a terra con al comando Charles Keith, decidono di farli rientrare con quattro mesi di anticipo sul piano previsto.
I retrorazzi però non si accendono, il sistema secondario è fuori uso e neppure un secondo tentativo con i comandi manuali riesce a sbloccare la situazione.
Si decide di lanciare una missione di soccorso utilizzando come navicella di salvataggio una piccola astronave modificata per trasportare quattro persone, da lanciare in orbita tramite un razzo vettore. Alla guida della navicella viene chiamato l'astronauta veterano Ted Dogherty, ma il lancio viene annullato a causa di un ciclone in arrivo. Solo il provvidenziale passaggio dell'occhio del ciclone - nel quale la velocità del vento è nulla - sulla verticale del sito di lancio permetterà di effettuare il lancio un'ora dopo il primo tentativo.
Nonostante la nave di soccorso sia partita, sembra che per i tre astronauti a bordo dell'Ironman non ci siano speranze perché l'ossigeno non basta a mantenere in vita tre persone fino al momento del rendez-vous con l'astronave di soccorso.
Agli occhi di Charles Keith si presenta un dilemma: come dire agli astronauti che uno di loro deve morire perché gli altri due si salvino? Nonostante il suo affrontare l'argomento in modo indiretto, il tono addolorato ed esitante della voce di Keith fa ben comprendere ai tre uomini dell'Ironman-1 la situazione.
Con la scusa di tentare una riparazione in extremis dei retrorazzi, Jim Pruett tronca le discussioni con Lloyd e Stone su chi dei tre debba sacrificarsi ed esce dall'abitacolo dell'astronave. I suoi compagni sospettano quali siano le sue reali intenzioni, ma il loro tentativo di persuaderlo a rientrare è inutile: la tuta spaziale di Pruett si incaglia in una sporgenza dell'astronave e si lacera, causando la morte dell'astronauta per decompressione.
La situazione tuttavia migliora di poco e solo per breve tempo. L'astronave di Dogherty è ancora distante, l'unica altra astronave che potrebbe accoglierli è in tutt'altra orbita e la mancanza di ossigeno si fa sentire sotto forma di spossatezza e di allucinazioni.
Una possibile àncora di salvezza si manifesta con la presenza di una piccola capsula russa, il cui pilota è a conoscenza della situazione e ha intenzione di fornire ossigeno ai due astronauti. Da terra il controllo missione avverte l'Ironman-1 della presenza della capsula e ordina loro di indossare i caschi ed aprire il portello dell'abitacolo per ricevere il soccorso del pilota sovietico, senza aspettare l'arrivo di Dogherty.
Ma Lloyd e Stone sono ormai in stato confusionale per la mancanza di ossigeno: riescono a connettere quel tanto che basta per rendersi conto, guardando da un oblò, della presenza della capsula russa e per indossare i caschi ma, ormai ottenebrati, fanno saltare il portello invece di aprirlo dopo aver depressurizzato l'abitacolo. Questo fa sì che la brusca fuoriuscita di atmosfera in pressione dall'astronave funga da "propulsore" ed allontani l'Ironman-1 dalla capsula russa.
I due rinunciano ad uscire, ormai rassegnati a morire, ma l'arrivo di Dogherty e la sua voce stentorea via radio - che ordina di accendere le luci di posizione - fa sì che Stone riprenda lucidità quel tanto che basta per eseguire l'ordine ed essere quindi  localizzato.
Dopo pochi istanti Dogherty e l'astronauta russo sono nell'abitacolo dell'Ironman-1 e forniscono ossigeno ai due superstiti.

## Riconoscimenti
- Premi Oscar 1970: migliori effetti speciali (Robie Robinson)
- nominato per la migliore fotografia
- nominati per il sonoro